# Paolo Adornetto
Paolo Adornetto (fl. XVII secolo) è stato un politico italiano vissuto a Messina a cavallo tra i secoli XVI e XVII.

## Biografia
È menzionato negli Annali della Città di Messina di Caio Domenico Gallo per l'anno 1601, quando venne realizzata la Fontana di Gennaro (Fontana dell'Aquario), nel 1604, nel 1608, quando vennero eletti i nuovi senatori, i quali fecero costruire in Messina dei nuovi granai, dove riporre il frumento, e ancora nel 1618.
Discende secondo l'araldica ufficiale dagli Adornetto, famiglia patrizia di origine pisana, ramo cadetto dei conti Adorni nobili patrizi di Pisa, i quali a loro volta discendono per linea femminile dai serenissimi principi Adorno, dogi (duchi sovrani) di Genova.